# Cominella virgata brookesi
Cominella virgata brookesi es una especie de molusco gasterópodo de la familia Buccinidae.

## Distribución geográfica
Se encuentra en Nueva Zelanda